# Mühledorf SO
| SO ist das Kürzel für den Kanton Solothurn in der Schweiz. Es wird verwendet, um Verwechslungen mit anderen Einträgen des Namens Mühledorf zu vermeiden. |

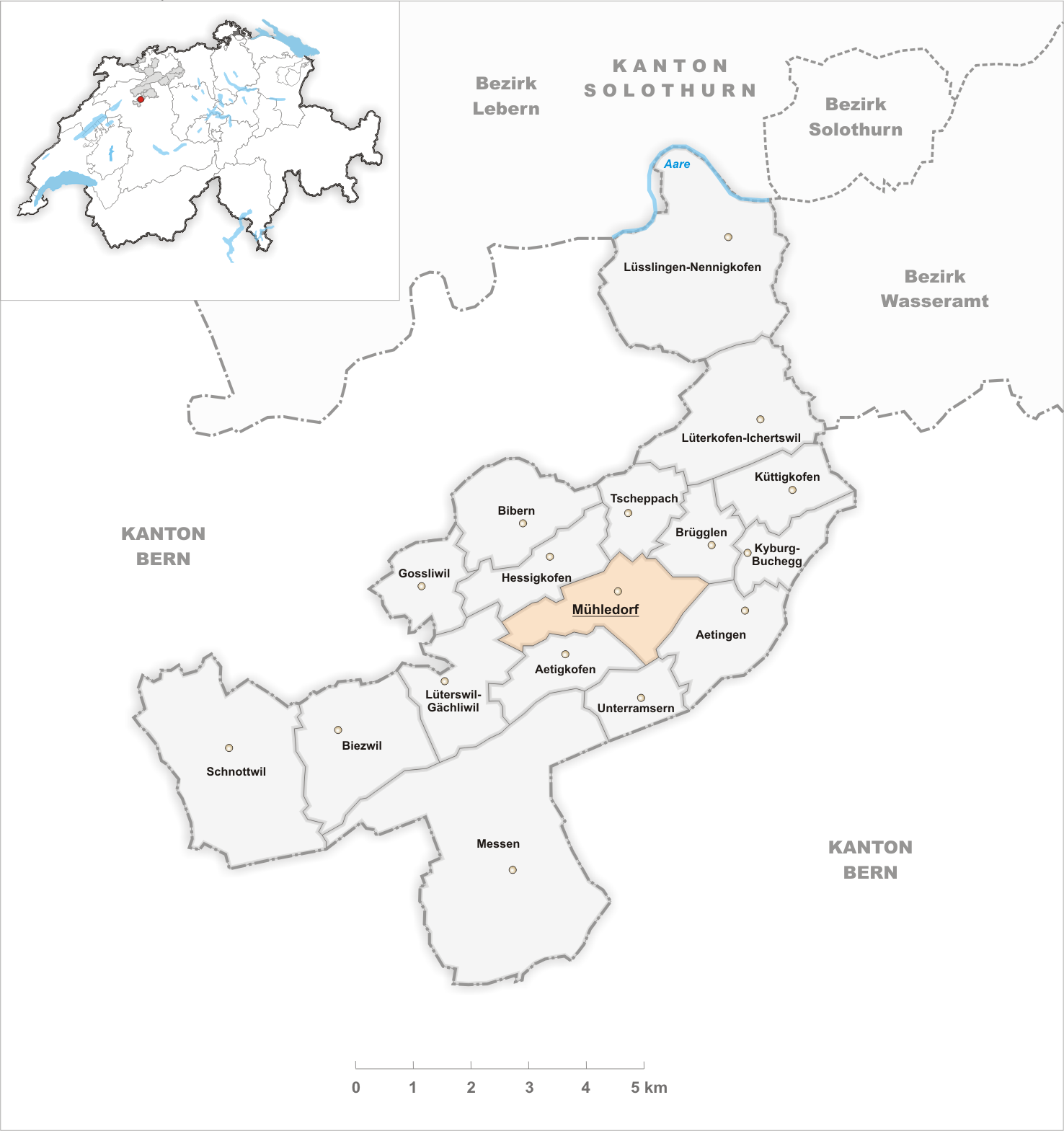
Gemeindestand vor der Fusion am 1. Januar 2014

Mühledorf ist ein Dorf in der Gemeinde Buchegg im Schweizer Kanton Solothurn.
Bis zum 31. Dezember 2013 war es eine eigenständige Einwohnergemeinde. Am 1. Januar 2014 fusionierte Kyburg-Buchegg mit den damaligen Gemeinden Aetigkofen, Aetingen, Bibern, Brügglen, Gossliwil, Hessigkofen, Küttigkofen, Kyburg-Buchegg und Tscheppach zur neuen Gemeinde Buchegg.

## Geographie
Mühledorf liegt auf 557 m ü. M., neun Kilometer südsüdwestlich des Kantonshauptortes Solothurn (Luftlinie). Das langgestreckte Strassendorf erstreckt sich in der Mulde des oberen Mühletals, im Zentrum des Bucheggberges, im Solothurner Mittelland.

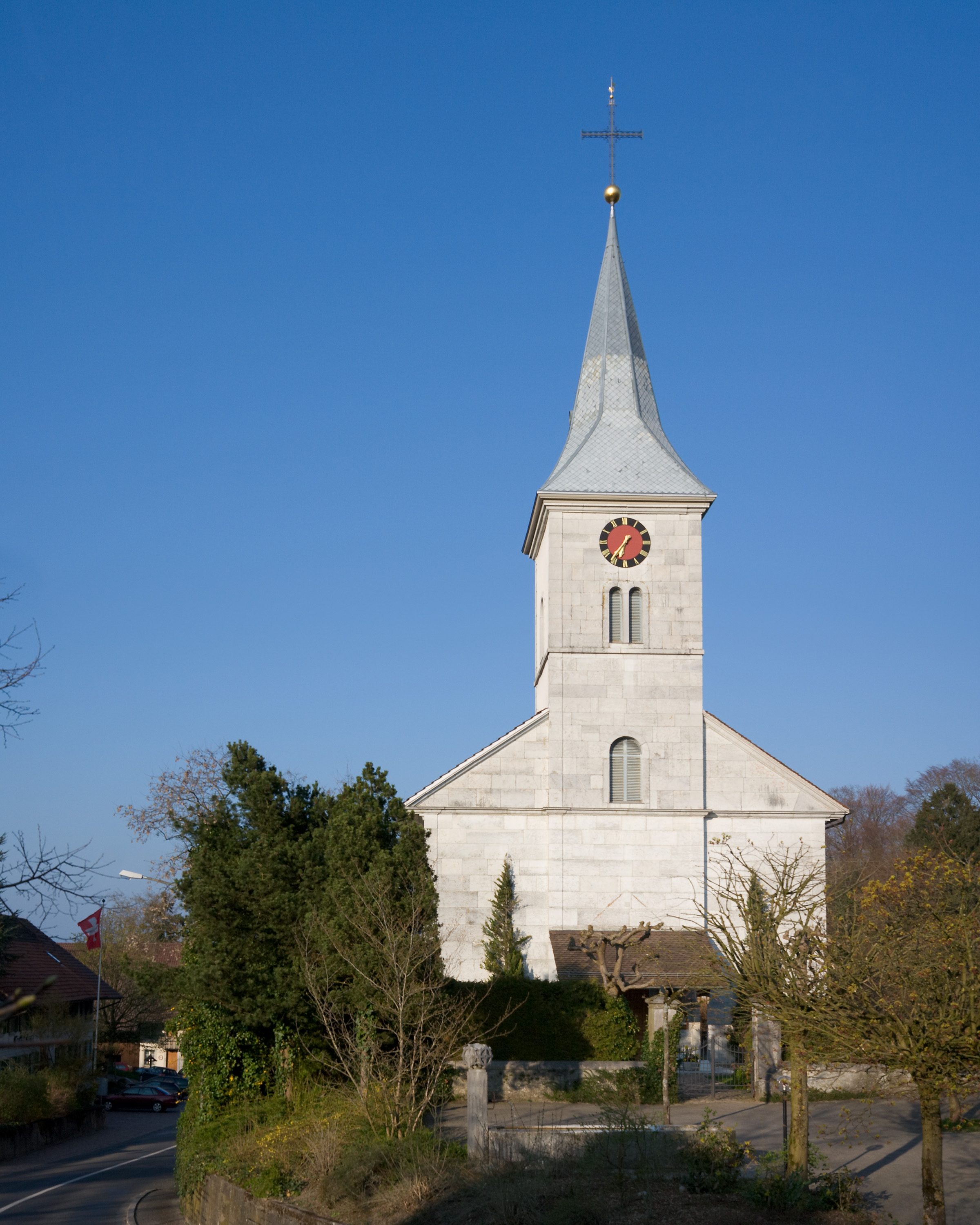
Dorfkirche

Die Fläche des 3,3 km² grossen Gemeindegebiets umfasst einen Abschnitt der Molassehöhen des Bucheggberges. Von Südwesten nach Nordosten wird das Gebiet vom Mühlebach in einer relativ schmalen Talmulde durchquert. Das Tal wird im Südosten von den Waldhöhen Chalgen (mit 660 m ü. M. die höchste Erhebung von Mühledorf) und Eichiberg (656 m ü. M.) flankiert und von der Ebene des Limpachtals getrennt. Im Nordwesten reicht der Gemeindebann auf die Höhen Aspli (626 m ü. M.) und Wallisberg (613 m ü. M.). In einem schmalen Zipfel erstreckt sich der Gemeindeboden nach Südwesten über einen Sattel auf das Hochplateau von Gächliwil und auf das Usserholz (651 m ü. M.). Von der Gemeindefläche entfielen 1997 6 % auf Siedlungen, 38 % auf Wald und Gehölze, 55 % auf Landwirtschaft und etwas weniger als 1 % war unproduktives Land.

Historisches Luftbild von Werner Friedli von 1949

## Bevölkerung
Mit 347 Einwohnern (Stand 31. Dezember 2013) gehörte Mühledorf zu den kleinen Gemeinden des Kantons Solothurn. Von den Bewohnern sind 97,9 % deutschsprachig, 1,2 % französischsprachig und 0,3 % sprechen Italienisch (Stand 2000). Die Bevölkerungszahl von Mühledorf belief sich 1850 auf 363 Einwohner, 1900 auf 318 Einwohner. Im Verlauf des 20. Jahrhunderts pendelte die Bevölkerungszahl im Bereich zwischen 300 und 320 Personen, bevor sie in den 1960er Jahren auf 250 Einwohner abnahm. Seit 1980 wurde wieder ein kontinuierliches Bevölkerungswachstum verzeichnet.

## Wirtschaft
Mühledorf war bis in die zweite Hälfte des 20. Jahrhunderts ein vorwiegend durch die Landwirtschaft geprägtes Dorf. Die Wasserkraft des Mühlebachs wurde früher durch eine Mühle, eine Sägerei und eine Ölmühle genutzt. In der Bocksteingrube im Usserholz bei Aetigkofen wurde Muschelsandstein abgebaut, aus dem hauptsächlich Mühlsteine hergestellt wurden. Noch heute haben der Ackerbau und der Obstbau sowie die Viehzucht und die Forstwirtschaft einen wichtigen Stellenwert in der Erwerbsstruktur der Bevölkerung.
Weitere Arbeitsplätze sind im lokalen Kleingewerbe und im Dienstleistungssektor vorhanden. In Mühledorf sind neben den wichtigsten Arbeitgebern Mühle und Grossbäckerei auch Betriebe des Gartenbaus, des Holzbaus, Malergeschäfte, eine Sägerei und eine Schreinerei vertreten. Die Gemeinde kann damit mehr Zupendler als Wegpendler verbuchen. In den letzten Jahrzehnten hat sich das Dorf auch zu einer Wohngemeinde entwickelt. Viele Erwerbstätige sind deshalb Wegpendler, die hauptsächlich in den Regionen Solothurn, Bern und Grenchen arbeiten.

## Verkehr
Mühledorf liegt abseits der grösseren Durchgangsstrassen an einer Verbindungsstrasse von Bätterkinden nach Arch. Durch einen Postautokurs, welcher die Strecke vom Bahnhof Lohn-Lüterkofen nach Schnottwil bedient, sowie durch den Rufbus Bucheggberg ist Mühledorf an das Netz des öffentlichen Verkehrs angeschlossen.

## Geschichte
Die erste urkundliche Erwähnung des Ortes erfolgte 1261 unter dem Namen Mülidorf. Seit dem Mittelalter unterstand Mühledorf der Herrschaft Buchegg, die Teil der Landgrafschaft Burgund war, 1391 von Solothurn erworben und zur Vogtei Bucheggberg umgewandelt wurde. Bis 1798 lag die hohe Gerichtsbarkeit beim bernischen Landgericht Zollikofen, während Solothurn mit dem Gerichtsort Aetingen die niedere Gerichtsbarkeit ausübte. Nach dem Zusammenbruch des Ancien Régime (1798) gehörte Mühledorf während der Helvetik zum Distrikt Biberist und ab 1803 zum Bezirk Bucheggberg.

## Sehenswürdigkeiten
Seit 1338 besass Mühledorf eine Kapelle, die wegen der nahen Sankt Margarethenquelle, welcher heilende Wirkung zugesprochen wurde, lange Zeit ein bekannter Wallfahrtsort war. Die heutige reformierte Kirche wurde 1855 errichtet. Die Ölmühle im unteren Dorfteil wurde 1774 erbaut und ist heute jeweils noch am Mühlentag in Betrieb. Im Ortskern sind charakteristische Bauernhäuser aus dem 17. bis 19. Jahrhundert im Berner Stil erhalten.
Im Murliwald südlich des Dorfes befindet sich ein so genannter Schalenstein, ein erratischer Block aus Hornblende-Granit, der durch den eiszeitlichen Rhonegletscher von den Walliser Alpen hierher verfrachtet wurde.

## Persönlichkeiten
- Jakob Zimmermann (1842–1922), Gastwirt und Politiker

## Wappen
Blasonierung
In Gelb schwarzes Mühlrad mit vier Speichen und acht Schaufeln